# Rafik Saïfi
Rafik Saïfi (ur. 7 lutego 1975 w Algierze) – algierski piłkarz grający na pozycji pomocnika. Aktualnie związany kontraktem z francuskim klubem, FC Istres.
Karierę zaczynał w klubie z rodzinnego miasta - MC Algier, któremu pomógł w zdobyciu mistrzostwa kraju.
W 1999 roku, mając 24 lata wyjechał do Francji, zasilając szeregi Troyes AC. Tam grał przez 5 sezonów, by w 2004 roku przenieść się do FC Istres. Następnie grał w AC Ajaccio (2005-2006), FC Lorient (2006-2009). W sezonie 2007/2008 zaliczył swój najlepszy sezon we Francji, zdobywając dla Lorient 14 goli.
W 2009 Saïfi odszedł do katarskiego Al Khor. Następnie powrócił do FC Istres. Karierę kończył w Amiens SC.